# Hyllinge Sogn
Hyllinge Sogn er et sogn i Næstved Provsti (Roskilde Stift).
I 1800-tallet var Hyllinge Sogn anneks til Marvede Sogn. Begge sogne hørte til Øster Flakkebjerg Herred i Sorø Amt. Marvede-Hyllinge sognekommune blev senere delt så hvert sogn var en selvstændig sognekommune. Ved kommunalreformen i 1970 blev både Marvede og Hyllinge indlemmet i Næstved Kommune.
I Hyllinge Sogn ligger Hyllinge Kirke.
I sognet findes følgende autoriserede stednavne:
- Agerup (bebyggelse, ejerlav)
- Harrested Huse (bebyggelse)
- Harrestedgård (ejerlav, landbrugsejendom)
- Havnskov (bebyggelse, ejerlav)
- Hyllinge (bebyggelse, ejerlav)
- Jenstrup (bebyggelse, ejerlav)
- Kappelgårde (bebyggelse)
- Sønderhave (bebyggelse)
- Tofteskov (bebyggelse)
- Tåstrup (bebyggelse, ejerlav)